# Meconopsis chankheliensis
Meconopsis chankheliensis är en vallmoväxtart som beskrevs av Grey-wilson. Meconopsis chankheliensis ingår i släktet bergvallmor, och familjen vallmoväxter. Inga underarter finns listade i Catalogue of Life.